# Saint-Malo
Saint-Malo, Bretons: Sant-Maloù, Gallo: Saent-Malo, is een havenstad in Frankrijk. Het ligt in het departement Ille-et-Vilaine aan de kust in het noorden van Bretagne. De gemeente telde 47.255 inwoners op 1 januari 2022.
De oude stadsmuur is nog aanwezig. Het stadsdeel binnen de muur wordt Intra-Muros genoemd. Aan de grote toegangspoort bevindt zich het kasteel, dat nu deels stadhuis en bibliotheek is, maar ook een aantal musea bevat. In de oude stad is de kathedraal Saint-Vincent een bezienswaardigheid.

## Geschiedenis
De oudste nederzetting op het grondgebied van het huidige Saint-Malo was het Gallisch-Romeinse Alethum (Aleth), dat op het schiereiland Cité d'Aleth van het huidige stadsdeel Saint-Servan lag. In het midden van de 6e eeuw werd de Ierse monnik Machutus, Maclow of Maclou, later Malo tot bisschop van Aleth gekozen. Op het naburige rotseiland was er in de 6e eeuw een monnikengemeenschap onder leiding van Aaron.
Wegens de voortdurende invallen van de Noormannen, vluchtten de meeste inwoners van Aleth in de 9e eeuw naar het naburige rotseiland waar zich ook het graf van de bisschop, de Heilige Malo, bevond. Ze stichtten daar een nieuwe nederzetting. Aleth bleef weliswaar nog bewoond, maar in de 12e eeuw werd de nederzetting de zetel van de bisschop van Aleth, naar het rotseiland verplaatst, dat nu de naam Saint-Malo kreeg.
In de 12e eeuw verhuisden de bewoners nog meer naar de kust en kozen om strategische redenen voor het schiereiland. In 1236 werd Aleth in de oorlog tussen koning Lodewijk IX en de hertog van Bretagne, volledig verwoest. Saint-Malo groeide zo sterk uit, dat de bevolking al tegen het einde van de 13e eeuw niet meer genoeg plaats had op het rotseiland Saint-Malo. Geleidelijk trok een deel van de bevolking weer terug naar het gebied van het toenmalige Aleth. Daar ontstond een voorstad die van Saint-Malo afhankelijk werd en die naar een lokale heilige Saint-Servan werd genoemd. De voorstad ontwikkelde zich zo voorspoedig, dat ze op den duur tot een rivaal van Saint-Malo uitgroeide.
In de conflicten tussen de koningen van Frankrijk en de hertogen van Bretagne; tussen deze en de bisschoppen van Saint-Malo; alsmede in de Honderdjarige Oorlog tussen Engeland en Frankrijk, streden de inwoners van Saint-Malo voor een zo groot mogelijke zelfstandigheid. In het verloop van de oorlogen met de hugenoten, eisten ze onbeperkt zelfbestuur voor zich op. In 1590 doodden de inwoners van de stad de gouverneur van koning Hendrik IV en verklaarden zich onafhankelijk. De République Malouine had een verkozen senaat en onderhandelde, als een Middeleeuwse Zeerepubliek, met zeemachten zoals Portugal. Na vier jaar werd Saint-Malo terug aangehecht bij Frankrijk.
De ontdekking van Canada in 1534 door Jacques Cartier (1491-1557) gebeurde vanuit Saint-Malo. Deze ontdekking bracht veel voorspoed voor Saint-Malo, dat een bloeiende handel in beverpelzen zag ontstaan. In 1661 kwam hieraan een einde, toen de stad door een brand geheel werd verwoest. Om herhaling te voorkomen werd de stad onder Vauban volledig herbouwd in graniet. Vanaf de 16e eeuw deden de zeelieden van Saint-Malo aan zeeroverij en kaapvaart, die vooral en met veel succes op Engeland was gericht. Robert Surcouf (1773-1827) was de kaperkapitein bij uitstek voor Saint-Malo en voor de jonge Franse Republiek. Hij werd de eerste ereburger van zijn stad.
In 1789 bereikte Saint-Servan de uiteindelijke afscheiding van haar buurstad Saint-Malo en werd een zelfstandige gemeente.

### Saint-Malo in de Tweede Wereldoorlog
In de Tweede Wereldoorlog maakten Saint-Malo en Saint-Servan deel uit van het Duitse verdediging- en vestingsysteem dat zich van Cancale, aan de westkust van de baai van Mont Saint-Michel, tot aan de monding van de Frémur bij Saint-Briac-sur-Mer uitstrekte. Het middelpunt van het verdedigingssysteem was het schiereiland Cité d'Aleth. Daarnaast waren de belangrijkste verdedigingssteunpunten het kleine rotseiland Grand Bé, ruim 300 meter ten noordwesten van de Tour Bidouane, het circa 3,5 km verder ten noordwesten gelegen eiland Cézembre, en de Pointe de la Varde. 
Na de landing van de geallieerden in Normandië op 6 juni 1944, werd het oude deel van Saint-Malo, de Intra-Muros, voor meer dan 80% verwoest.

### Verdere ontwikkeling
In 1967 ontstond een nieuwe stad, bestaande uit Saint-Malo, Saint-Servan en Paramé, een gehucht dat zich sinds zijn fusie met de grote stad, dankzij zijn stranden, tot badplaats heeft ontwikkeld.

## Stadsbeeld en bezienswaardigheden
De Ville Intra-Muros of de Ville Close is de oude stad binnen de stadsmuren. De Porte Saint-Vincent (1708-1710) is de toegangspoort tot de oude stad. Na de Tweede Wereldoorlog werd Intra-Muros weer opgebouwd, overwegend in de oorspronkelijke 18e-eeuwse stijl. Door de slechte bereikbaarheid en de ontwikkeling van het toerisme is dit stadsdeel, dat ooit bijna 20.000 inwoners telde, leeggelopen en telde in 2023 nog maar zo'n 1.700 permanente bewoners. Veel huizen worden verhuurd aan toeristen. Bezienswaardigheden hier zijn:
- Kasteel van Saint-Malo
- Het Hôtel de la Gicquelais (17e eeuw), het geboortehuis van Chateaubriand
- De kathedraal Saint-Vincent
- Cour La Houssaye, stadspaleis uit de 15e eeuw
- Twee vakwerkhuizen in de Rue du Pélicot
- De versterkte muur van 1,8 km lengte, met uitzicht over de zee

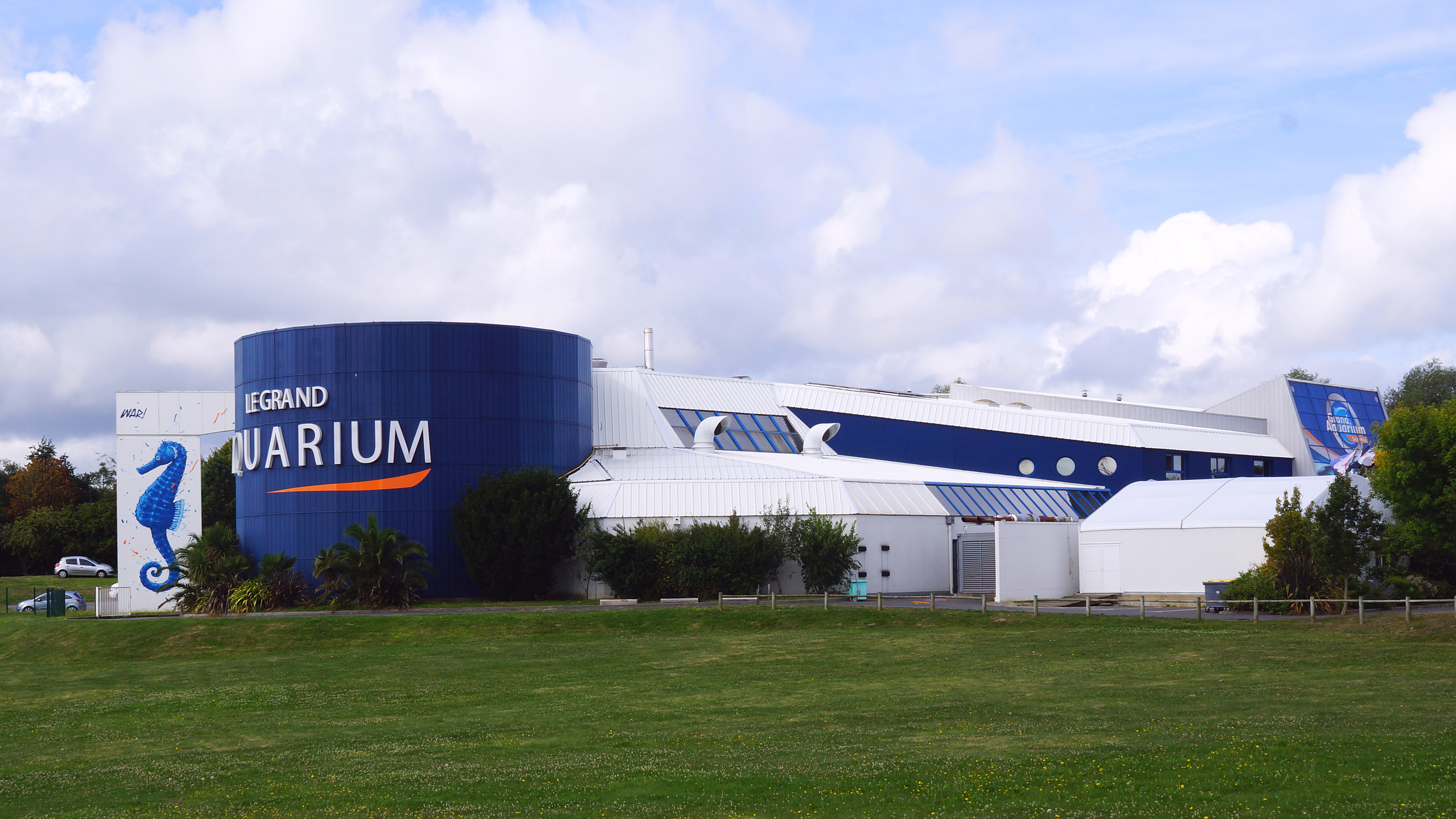
Le Grand Aquarium (2017)

Ten zuiden van de Ville Intra-Muros liggen de Cité d'Alet en Saint-Servan. Richting het noordoosten, langs de kust, liggen Le Sillon, Rocabey, Paramé en Rothéneuf. Voor het einde van de 19e eeuw leefde de bevolking hier van de landbouw en het oogsten van zeewier. Vanaf 1875 werd de kust hier ontwikkeld voor het toerisme met de bouw van villa's en een zeedijk, Chaussée du Sillon (1913).
Voor de kust liggen verschillende kleine eilanden met op verschillende daarvan forten die de haven moesten verdedigen (Fort de la Conchée, Fort de Petit Bé, Fort National). Op het het Île de Grand Bé ligt het graf van Chateaubriand.
Andere bezienswaardigheden:
- De oudste en de op een na grootste getijdencentrale ter wereld, de Waterkrachtcentrale Rance ligt in de monding van de Rance.
- In de onmiddellijke omgeving ligt de Mont Saint-Michel.
- Het Grand Aquarium bevindt zich net buiten de stadsgrenzen. Het werd in 2001 volledig vernieuwd, toen het vijf jaar bestond. Men kan hier onder andere een reis met de onderzeeër 'Nautibus' maken.

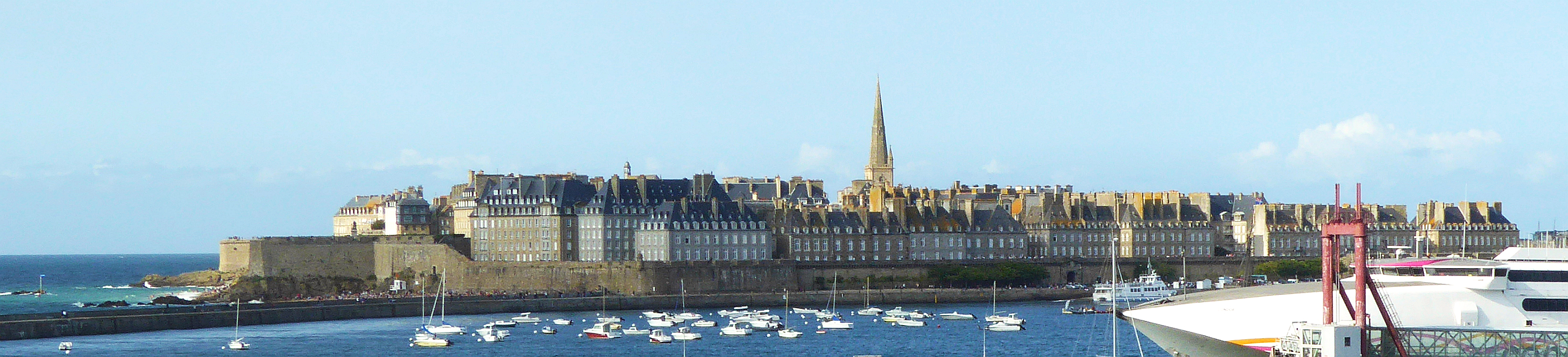
Het oude Saint-Malo met stadsmuur en bastion St. Philippe (linkerhand) en in het midden de toren van St. Vincent - vanuit het zuiden (2017)

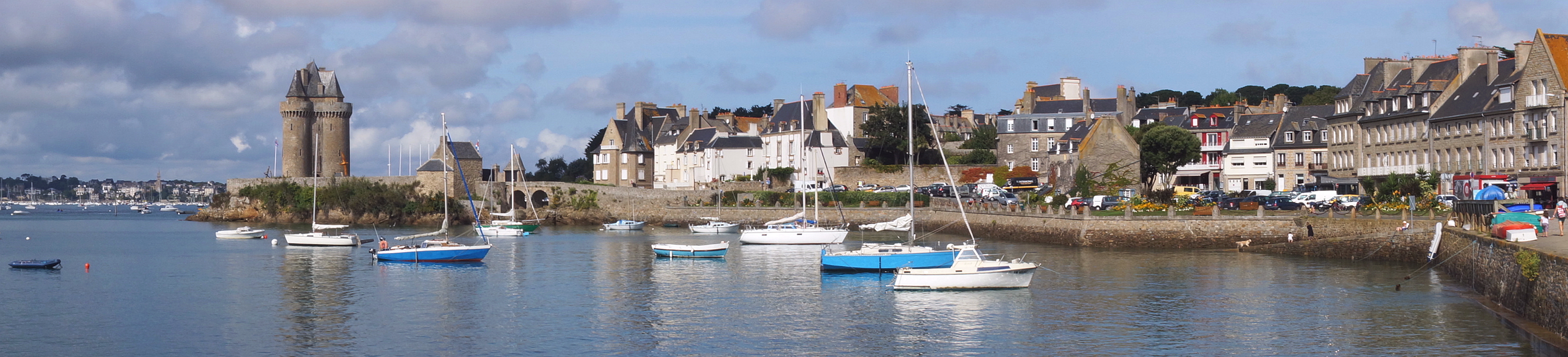
Stadsgedeeltes La Cité met Cap-Hornier en les Corbières aan de Quai Sébastopol - vanuit het zuiden (2017)

## Verkeer en transport
In Saint-Malo zijn er ongeveer 10 buslijnen binnen de stad en evenveel buiten de stad, die meestal worden geëxploiteerd door het bedrijf Keolis. Voor autoverkeer zijn de D137 en de D168 de twee belangrijkste hoofdsnelwegen van en naar Saint-Malo. Het spoorwegstation Saint-Malo is het eindpunt van de spoorlijn van Rennes - Saint-Malo en sinds 2017 rechtstreeks verbonden met Parijs via TGV-spoorlijn. Dicht bij Saint-Malo is de luchthaven Dinard-Pleurtuit-Saint-Malo voor luchtreizigers beschikbaar. De afstand van Saint-Malo tot het vliegveld is 13 kilometer. Vanaf Saint-Malo veerhaven bestaan er bijvoorbeeld regelmatige veerverbindingen naar Portsmouth in het Verenigd Koninkrijk, naar de Kanaaleilanden Jersey (Saint Helier) en Guernsey (Saint Peter Port). Het transportvolume in het jaar 2016 in de scheepvaart en het ferryverkeer bedroeg 1.388.000 ton volgens de gegevens van Saint-Malo Developpement.

## Geografie
De oppervlakte van Saint-Malo bedroeg op 1 januari 2022 36,58 vierkante kilometer; de bevolkingsdichtheid was toen 1.291,8 inwoners per km². 
De onderstaande kaart toont de ligging van Saint-Malo met de belangrijkste infrastructuur en aangrenzende gemeenten.

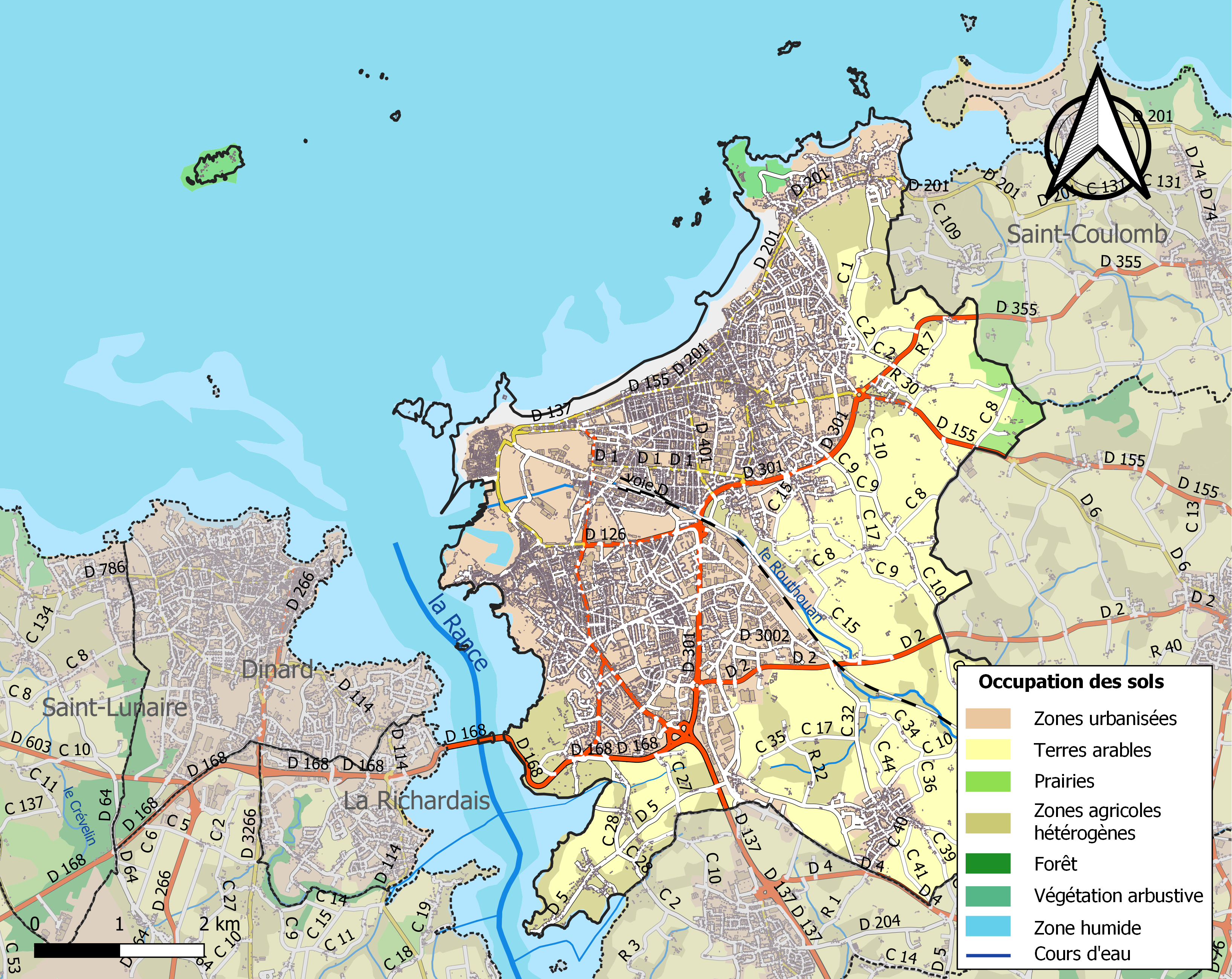

## Demografie
Onderstaande figuur toont het verloop van het inwonertal, bron: INSEE-tellingen. 

## Sport
Saint-Malo is tien keer etappeplaats geweest in wielerkoers Ronde van Frankrijk. Ferdy Kübler was er in 1949 de eerste en Marcel Kittel in 2013 de voorlopig laatst ritwinnaar. Nadien startte er wel in 2025 nog een etappe in Saint-Malo.

## Bekende inwoners
- Jacques Cartier (1491-1557), ontdekkingsreiziger, ontdekker van Canada
- Guillaume Le Gouverneur (1573-1630), bisschop
- Pierre Louis de Maupertuis (1698-1759), mathematicus en astronoom
- François René de Chateaubriand (1768-1848), schrijver en diplomaat
- Robert Surcouf (1773-1827), zeekaper, handelaar
- Hughes Félicité Robert de Lamennais (1782-1854), priester, filosoof en schrijver
- Colin Clive (1900-1937), Brits acteur
- Alexis Contin (1986), schaatser en inlineskater
- Maxime Le Marchand (1989), voetballer
- Axel Journiaux (1995), wielrenner
- Mathieu Belloir (2000), schaatser en inlineskater

## Trivia
- In 1992 nam het televisieduo Bassie en Adriaan ter gelegenheid van de serie ‘Bassie en Adriaan: Op reis door Europa’ verschillende scenes op in en om het Kasteel van Saint-Malo.